# エリエ・ヘルナンデス
- エリエル・エルナンデス

エリエ・ヘルナンデス（Elier Hernández、1994年11月21日 - ）は、ドミニカ共和国サン・クリストバル州サン・クリストバル出身のプロ野球選手（外野手）。右投右打。読売ジャイアンツ所属。

## 経歴

### プロ入りとロイヤルズ傘下時代

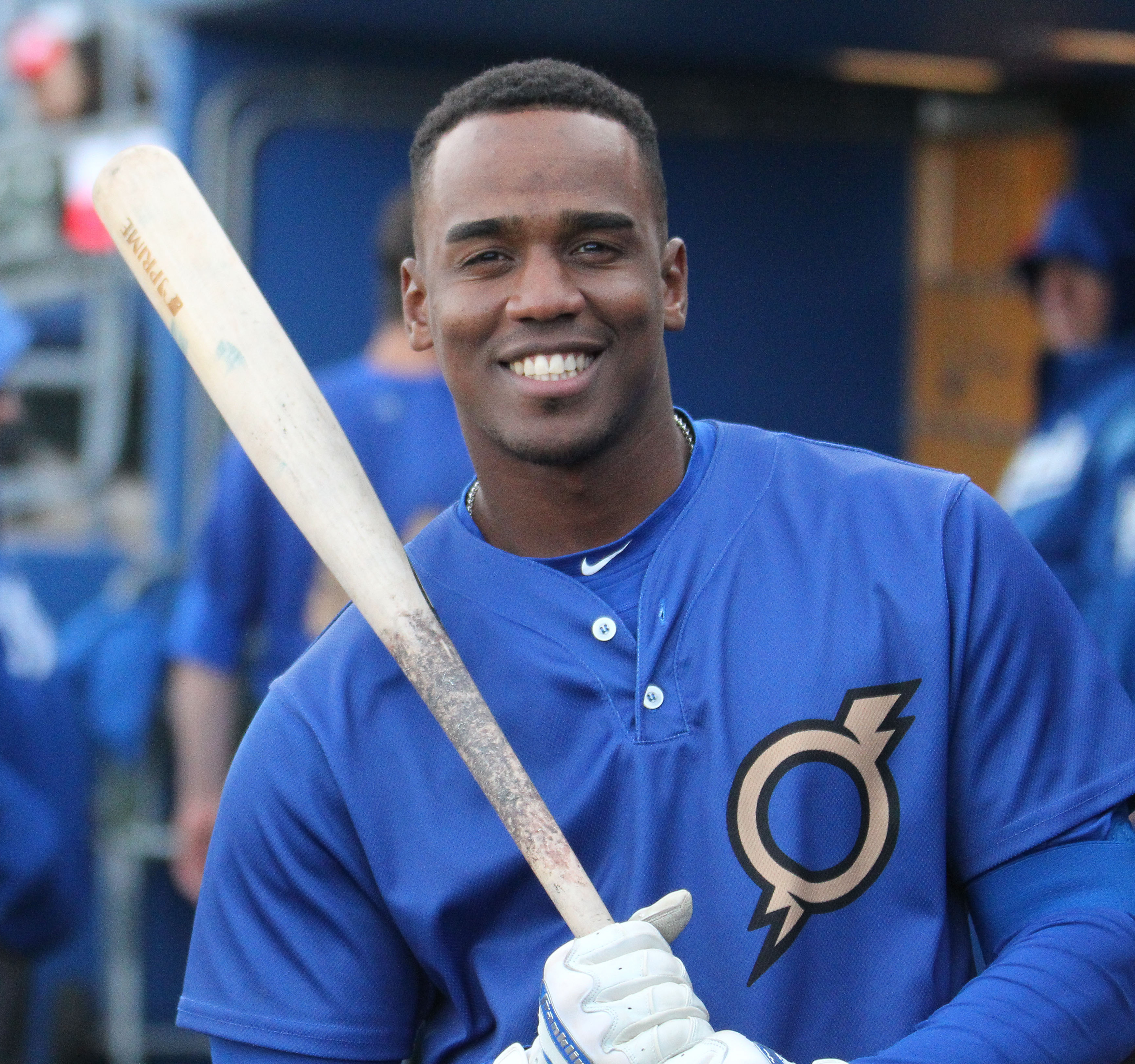
AAA級オマハ・ストームチェイサーズ時代
（2019年4月13日）

2011年7月20日にカンザスシティ・ロイヤルズと契約してプロ入り。
2019年まで傘下のマイナーチームでプレーしたがメジャーへの昇格はなく、同年オフに自由契約となった。

### レンジャーズ時代
2020年12月28日にテキサス・レンジャーズとマイナー契約を結んだ。
2021年は傘下のAA級フリスコ・ラフライダーズ、AAA級ラウンドロック・エクスプレスの2チーム合計で108試合に出場して打率.232、16本塁打、62打点を記録した。
2022年はAAA級ラウンドロックで開幕を迎えた。7月14日にメジャー契約を結んでアクティブ・ロースター入り。同日のシアトル・マリナーズ戦でメジャーデビューを果たし、マルコ・ゴンザレスからメジャー初安打を記録した。メジャーでは14試合に出場したが、8月16日にDFAとなり、その後マイナー契約となった。オフの11月10日にFAとなった。
2023年1月6日にレンジャーズと再びマイナー契約を結んだ。この年はAAA級ラウンドロックで137試合に出場して打率.298、18本塁打、99打点を記録したが、メジャーへ昇格することはなかった。オフの11月6日にFAとなったが、12月27日にマイナー契約を結んだ。
2024年はAAA級ラウンドロックで開幕を迎え、20試合に出場し、打率.289、2本塁打、10打点を記録していたが、後述の移籍のため5月1日に自由契約となった。

### 巨人時代
2024年5月10日に読売ジャイアンツへの入団が発表された。背番号は42。単年契約で推定年俸は5000万円。
入団後は5月28日に一軍に昇格すると、同日に行われたセ・パ交流戦の対福岡ソフトバンクホークス1回戦（東京ドーム）に「7番・右翼手」で先発し初打席で初安打を記録した。5月30日、対ソフトバンク3回戦（東京ドーム）では「2番・右翼手」で出場、0-5で迎えた3回裏、丸佳浩の適時打で1点を返した直後の一死一・二塁の場面で、ソフトバンク先発東浜巨が投じたシンカーを左翼席へ来日初となる3点本塁打を放ち、チームの逆転勝利に貢献した。交流戦は全18試合に出場し、チームトップの打率.342を記録して3本塁打、10打点で、安打数は全体2位タイの25本を記録した。8月11日、対中日ドラゴンズ戦（バンテリンドーム ナゴヤ）の5回裏の守備にて、木下拓哉が打った打球にスライディングキャッチを試みた際に左手首を負傷し、担架で運ばれて退場。翌12日に出場登録を抹消され、13日に左手首骨折（左橈骨遠位端骨折）と診断を受け、15日に手術を受けた。離脱までに主に3番打者として打率.294、8本塁打、30打点を記録していた。10月4日に打撃練習を再開すると、クライマックスシリーズファイナルステージでは横浜DeNAベイスターズに3連敗したためにテコ入れとして10月19日にココ・モンテスと入れ替わりで出場登録された。3試合先発出場をしたが、11打席無安打でチームも日本シリーズ進出を逃した。

## 選手としての特徴・人物
走攻守で高い能力を発揮する外野手。 中距離打者であり、広角に打ち分ける技術とコンタクト能力の高さが魅力。高い守備力を誇り、外野の全ポジションを守れる。
愛称は「エリ」「エリー」。
マイナーリーグ・AAA級ラウンドロックのチームメイトに筒香嘉智と有原航平がおり、巨人入団後は日本球界を知る彼らから助言を受けた。奇しくも有原とは来日一軍初打席で対戦し、初安打を記録した。筒香からは真面目さと頭の良さを評価されている。

## 詳細情報

### 年度別打撃成績
| 年 度    | 球 団    | 試 合 | 打 席 | 打 数 | 得 点 | 安 打 | 二 塁 打 | 三 塁 打 | 本 塁 打 | 塁 打 | 打 点 | 盗 塁 | 盗 塁 死 | 犠 打 | 犠 飛 | 四 球 | 敬 遠 | 死 球 | 三 振 | 併 殺 打 | 打 率 | 出 塁 率 | 長 打 率 | O P S |
| -------- | -------- | ----- | ----- | ----- | ----- | ----- | -------- | -------- | -------- | ----- | ----- | ----- | -------- | ----- | ----- | ----- | ----- | ----- | ----- | -------- | ----- | -------- | -------- | ----- |
| 2022     | TEX      | 14    | 35    | 33    | 4     | 6     | 2        | 0        | 0        | 8     | 3     | 0     | 0        | 0     | 1     | 1     | 0     | 0     | 15    | 1        | .182  | .200     | .242     | .442  |
| 2024     | 巨人     | 56    | 240   | 221   | 34    | 65    | 11       | 0        | 8        | 100   | 30    | 0     | 1        | 0     | 1     | 15    | 1     | 3     | 58    | 8        | .294  | .346     | .452     | .798  |
| MLB：1年 | MLB：1年 | 14    | 35    | 33    | 4     | 6     | 2        | 0        | 0        | 8     | 3     | 0     | 0        | 0     | 1     | 1     | 0     | 0     | 15    | 1        | .182  | .200     | .242     | .442  |
| NPB：1年 | NPB：1年 | 56    | 240   | 221   | 34    | 65    | 11       | 0        | 8        | 100   | 30    | 0     | 1        | 0     | 1     | 15    | 1     | 3     | 58    | 8        | .294  | .346     | .452     | .798  |

- 2024年度シーズン終了時

### 年度別守備成績
| 年 度 | 球 団 | 一塁（1B） | 一塁（1B） | 一塁（1B） | 一塁（1B） | 一塁（1B） | 一塁（1B） | 左翼（LF） | 左翼（LF） | 左翼（LF） | 左翼（LF） | 左翼（LF） | 左翼（LF） | 右翼（RF） | 右翼（RF） | 右翼（RF） | 右翼（RF） | 右翼（RF） | 右翼（RF） | 外野  | 外野  | 外野  | 外野  | 外野  | 外野     |
| 年 度 | 球 団 | 試 合      | 刺 殺      | 補 殺      | 失 策      | 併 殺      | 守 備 率   | 試 合      | 刺 殺      | 補 殺      | 失 策      | 併 殺      | 守 備 率   | 試 合      | 刺 殺      | 補 殺      | 失 策      | 併 殺      | 守 備 率   | 試 合 | 刺 殺 | 補 殺 | 失 策 | 併 殺 | 守 備 率 |
| ----- | ----- | ---------- | ---------- | ---------- | ---------- | ---------- | ---------- | ---------- | ---------- | ---------- | ---------- | ---------- | ---------- | ---------- | ---------- | ---------- | ---------- | ---------- | ---------- | ----- | ----- | ----- | ----- | ----- | -------- |
| 2022  | TEX   | 1          | 7          | 1          | 0          | 0          | 1.000      | 7          | 12         | 1          | 0          | 0          | 1.000      | 1          | 5          | 0          | 0          | 0          | 1.000      | -     | -     | -     | -     | -     | -        |
| 2024  | 巨人  | -          | -          | -          | -          | -          | -          | -          | -          | -          | -          | -          | -          | -          | -          | -          | -          | -          | -          | 56    | 97    | 3     | 0     | 1     | 1.000    |
| MLB   | MLB   | 1          | 7          | 1          | 0          | 0          | 1.000      | 7          | 12         | 1          | 0          | 0          | 1.000      | 1          | 5          | 0          | 0          | 0          | 1.000      | -     | -     | -     | -     | -     | -        |
| NPB   | NPB   | -          | -          | -          | -          | -          | -          | -          | -          | -          | -          | -          | -          | -          | -          | -          | -          | -          | -          | 56    | 97    | 3     | 0     | 1     | 1.000    |

- 2024年度シーズン終了時

### 記録

#### NPB
初記録
- 初出場・初先発出場：2024年5月28日、対福岡ソフトバンクホークス1回戦（東京ドーム）、「7番・右翼手」で先発出場[27]
- 初打席・初安打：同上、3回裏に有原航平から左前安打[13]
- 初本塁打・初打点：2024年5月30日、対福岡ソフトバンクホークス3回戦（東京ドーム）、3回裏に東浜巨から左越3ラン[14]

### 背番号
- 38（2022年）
- 42（2024年[10] - ）